# UAE Futsal League
La UAE Futsal League è il massimo livello del campionato di calcio a 5 degli Emirati Arabi Uniti. È gestita dalla Federazione calcistica degli Emirati Arabi Uniti, organo affiliato alla Asian Football Confederation.
Il campionato si gioca regolarmente dalla stagione 2009-2010, annata in cui si tenne la prima edizione della lega; la prima squadra a laurearsi campione degli Emirati Arabi Uniti fu l'Al-Wasl, che detiene anche il record per il maggior numero campionati conquistati con 4.
La squadra dell'Al Bataeh al termine della stagione 2024-2025 si è laureata per il secondo anno consecutivo campione degli Emirati Arabi, battendo nelle finali il Khor Fakkan.

## Squadre
Per la stagione 2024-2025 
| Club             | Città               |
| ---------------- | ------------------- |
| Al Bataeh        | Al Bataeh           |
| Al Hamriyah      | Al Hamriyah         |
| Al-Mooj          | Al Jazirah Al Hamra |
| Al Yarmouk       | Dubai               |
| Dibba Al Hisn    | Dibba Al-Hisn       |
| Fleetwood United | Jebel Ali           |
| GDRFA Dubai      | Dubai               |
| Maliha           | Maliha              |
| Shabab Al-Ahli   | Dubai               |
| Ittihad Kalba    | Kalba               |
| Khor Fakkan      | Khawr Fakkān        |

## Albo d'oro
Al termine della stagione 2023-24.
| Stagione  | Campione       | Secondo Posto |
| --------- | -------------- | ------------- |
| 2009-2010 | Al-Wasl        | Dubai Police  |
| 2010-2011 | Al-Wasl        | Al Dhafra     |
| 2011-2012 | Al-Wasl        | Al Shaab      |
| 2012-2013 | Al-Wasl        | sconosciuto   |
| 2013-2014 | Khor Fakkan    | Al-Nasr Dubai |
| 2014-2015 | Al-Wahda       | Dibba Al Hisn |
| 2015-2016 | Al-Ahli Dubai  | Al Dhafra     |
| 2016-2017 | Al Dhafra      | Dibba Al Hisn |
| 2017-2018 | Al Dhafra      | Al-Nasr Dubai |
| 2018-2019 | Shabab Al-Ahli | Al Dhafra     |
| 2019-2020 | Al Bataeh      | Khor Fakkan   |
| 2020-2021 | Al Dhafra      | Al-Nasr Dubai |
| 2021-2022 | Sharjah        | Al Bataeh     |
| 2022-2023 | Sharjah        | Al Bataeh     |
| 2023-2024 | Al Bataeh      | Khor Fakkan   |
| 2024-2025 | Al Bataeh      | Khor Fakkan   |

## Titoli per squadra
| Club                          | Vittorie | Anni vittorie                      |
| ----------------------------- | -------- | ---------------------------------- |
| Al-Wasl                       | 4        | 2009-10, 2010-11, 2011-12, 2012-13 |
| Al Dhafra                     | 3        | 2016-17, 2017-18, 2020-21          |
| Al Bataeh                     | 3        | 2019-20, 2023-24, 2024-25          |
| Al-Ahli Dubai/ Shabab Al-Ahli | 2        | 2015-16, 2018-19                   |
| Sharjah                       | 2        | 2021-22, 2022-23                   |
| Al-Wahda                      | 1        | 2014-15                            |
| Khor Fakkan                   | 1        | 2013-14                            |